# دانيال أيزنشتاين
دانيال ايزنشتاين (بالإنجليزية: Daniel Eisenstein)‏ (مواليد 1970)  هو عالم كوني وأكاديمي أمريكي. حصل آيزنشتاين على شهادة الدكتوراة (1996) من جامعة هارفارد. شغل مناصب ما بعد الدكتوراة في معهد الدراسات المتقدمة وجامعة شيكاغو قبل أن ينتقل إلى جامعة أريزونا كأستاذ في عام 2001. وانتقل إلى منصبه الحالي كأستاذ في علم الفلك في جامعة هارفارد في عام 2010. كان الفائز في جائزة شو عام 2014. تم تسمية كويكب (183287 آيزنشتاين) على شرفه.